# Фред и Барни встречают Существо
«Фред и Барни встречают Существо» (англ. Fred and Barney Meet the Thing) — американский мультсериал производства Hanna-Barbera, спин-офф «Флинтстоунов», который транслировался на NBC с 8 сентября 1979 года по 1 декабря 1979 года.
Мультсериал состоит из двух сегментов: 
- «Новое шоу Фреда и Барни» — по одному эпизоду длительностью 30 мин.
- «Существо» — два эпизода по 11 мин.

## Существо
Первый сегмент, представляющую собой вольную телеадаптацию персонажа Marvel Comics Существа, состоял из историй о приключениях тощего рыжеволосого подростка по имени Бенджи Гримм, озвученного Уэйном Мортоном, который превращается в большое каменное чудовище по прозвищу Существо, озвученного Джо Бейкером, при помощи двух волшебных колец и фразы «Кольца Существа, делайте своё дело!». Речь Существа с бруклинским акцентом была вдохновлена манерой общения комика Джимми Дюранте.
Истории по большей части вращались вокруг Бенджи и его друзей из средней школы Сентервилля в лице привлекательной брюнетки Бетти Харкнесс, озвученной Мэрилин Шреффлер, её высокомерного богатого парня Рональда Рэдфорда, озвученного Джоном Эрвином, и белокурой младшей сестры-сорванца Бетти по имени Келли, озвученной Ноэль Норт. Среди второстепенных персонажей выделялась директор школы мисс Твилли, также озвученная Мэрилин Шреффлер. Только Келли и её отец-учёный профессор Харкнесс, озвученный Джоном Стефенсоном, знают тайную личность Бенджи.
В свободное от сражений с безумными учёными и разгадки тайн в стиле Скуби-Ду время, Существо полагается на свою сверхчеловеческую силу, чтобы защитить своих друзей от повседневных опасностей и неприятных розыгрышей хулигана Спайка Ханрахана, озвученного Артом Метрано, и его приятелей-байкеров Стретча и Турки из банды с улицы Янси.
Другие члены Фантастической четвёрки не появляются в мультсериале, а образ Существа и история его происхождения сильно отличаются от оригинальных комиксов.
Эпизоды сегмента «Существо» принадлежат WarnerMedia через Hanna-Barbera, однако сам персонаж является собственностью The Walt Disney Company после приобретения Marvel Comics в конце 2009 года.

## Роли озвучивали

### Новое шоу Фреда и Барни
- Генри Корден — Фред Флинтстоун
- Джин Вандер Пул — Вилма Флинтстоун, Пебблс Флинтстоун
- Мел Бланк — Барни Раббл, Дино
- Гэй Оттерсон — Бетти Раббл
- Дон Мессик — Бамм-Бамм Раббл
- Джон Стивенсон — мистер Слейт

### Существо
- Уэйн Мортон — Бенджи Гримм
- Джо Бейкер — Существо
- Ноэль Норт — Келли Харкнесс
- Мэрилин Шреффлер — Бетти Харкнесс, мисс Твилли
- Джон Эрвин — Рональд Рэдфорд
- Арт Метрано — Спайка Ханрахана
- Майкл Шихан — Турки
- Джон Стивенсон — профессор Харкнесс

## Производство
Несмотря на название шоу, оба сегмента независимы друг от друга. Фред Флинтстоун, Барни Раббл и Существо появлялись вместе только во вступительной заставки и в коротких вставках между сегментами. Необычное сочетание супергероя Marvel Comics и Флинтстоунов было возможным, поскольку на тот момент Marvel Comics владела правами на несколько франшиз Hanna-Barbera, включая Флинстоунов, и издавала основанные на них комиксы.
С 1979 по 1980 годы хронометраж одной серии расширился до 90 мин, поскольку к сериалу добавился сегмент под названием «Новый Шму» и тот начал транслироваться под новым названием «Фред и Барни встречают Шму».
Как и многие мультсериалы Hanna-Barbera «Фред и Барни встречают Существо» содержал закадровый смех.

## В других медиа
В комиксе FF #8 Человек-муравей и Человек-дракон подарили розоволосой рок-звезде Дарле Диринг кольца Существа, которые предоставляли ей доступ к старому каменному экзоскелету Бена Гримма и превращали в Мисс Существо  после произношения фразы: «Кольца Существа, делайте своё дело!».

## Критика
Inverse назвал шоу «Фред и Барни встречают Существо» худшим мультсериалом про Фантастическую четвёрку.